# Copa del Generalísimo de fútbol 1942
La Copa del Generalísimo de Fútbol de 1942 fue la edición número 38 de la competición de Copa en España. La conquistó el CF Barcelona, en lo que fue su noveno título copero. Se disputó desde el 26 de abril hasta el 21 de junio de 1942.

## Equipos participantes
En la edición de 1942, participaron 32 equipos de Primera, Segunda y Tercera división.
- Primera: Alicante CD, Atlético de Bilbao, Club Atlético de Aviación, CF Barcelona, CD Castellón, Real Club Celta de Vigo, RC Deportivo de La Coruña, RCD Español, Granada CF, Real Sociedad, Real Oviedo CF, Real Madrid CF, Sevilla CF y Valencia CF.

- Equipos de segunda clasificados para la promoción de ascenso a primera:
  - Grupo 1: Sporting de Gijón y UD Salamanca.
  - Grupo 2: CE Sabadell y Real Zaragoza.
  - Grupo 3: Real Betis y Real Murcia.

- Equipos de tercera y segunda división clasificados en primer o segundo puesto de la promoción de ascenso a segunda:
  - Grupo 1: Cultural Leonesa y Real Valladolid.
  - Grupo 2: Arenas de Guecho y Club Deportivo Logroñés.
  - Grupo 3: CA Osasuna y Ferroviaria Madrid.
  - Grupo 4: Tarrasa y Levante UD.
  - Grupo 5: CD Malacitano y Elche CF.
  - Grupo 6: Ceuta y Jerez FC.

## Dieciseisavos de final
Desde la primera ronda, participaron todos los equipos de la competición. En el sorteo, los equipos de Primera División no podían enfrentarse entre ellos, al igual que los equipos de Segunda División que habían participado en la liguilla de ascenso a Primera. Los emparejamientos se llevaron a cabo por proximidad geográfica.
En el sistema de eliminatorias a doble partido, cada pareja jugaba dos encuentros, uno en cada estadio, y al finalizar el segundo, el equipo que hubiese marcado más goles en toda la elimnatoria pasaría a la siguiente ronda. En caso de empate, se jugaba un tercer partido de desempate, o incluso un cuarto si era necesario.
Los partidos de ida se disputaron el 26 de abril, y los de vuelta el 3 de mayo. Los partidos de desempate entre Arenas de Guecho y Real Sociedad y CA Osasuna y Real Zaragoza se disputaron el 5 de mayo, y el encuentro entre Real Oviedo CF y Sporting de Gijón se llevó a cabo el 7 de mayo. El segundo partido de desempate que enfrentaba a Arenas de Guecho y Real Sociedad se jugó también el 7 de mayo.
| Local ida               | Resultado global | Local vuelta              | Ida | Vuelta | Desempate |
| ----------------------- | ---------------- | ------------------------- | --- | ------ | --------- |
| Real Valladolid         | 4-3              | Real Club Celta de Vigo   | 4-0 | 0-3    | -         |
| Cultural Leonesa        | 0-1              | RC Deportivo de La Coruña | 0-1 | 0-0    | -         |
| Arenas de Guecho        | 4-10             | Real Sociedad             | 2-1 | 0-1    | 1-1, 1-7  |
| Club Deportivo Logroñés | 2-8              | Atlético de Bilbao        | 1-0 | 1-8    | -         |
| UD Salamanca            | 2-6              | Club Atlético de Aviación | 1-0 | 1-6    | -         |
| Ferroviaria Madrid      | 2-7              | Real Madrid CF            | 1-3 | 1-4    | -         |
| Real Betis              | 3-5              | Jerez FC                  | 2-2 | 1-3    | -         |
| CA Osasuna              | 3-5              | Real Zaragoza             | 1-1 | 0-0    | 2-4       |
| Levante UD              | 2-6              | CD Castellón              | 2-1 | 0-5    | -         |
| Elche CF                | 2-6              | Valencia CF               | 1-4 | 1-2    | -         |
| CD Malacitano           | 3-6              | Granada CF                | 2-4 | 1-2    | -         |
| Ceuta                   | 4-6              | Sevilla CF                | 3-2 | 1-4    | -         |
| RCD Español             | 5-3              | CE Sabadell               | 3-1 | 2-2    | -         |
| Tarrasa                 | 2-5              | CF Barcelona              | 2-1 | 0-4    | -         |
| Sporting de Gijón       | 5-6              | Real Oviedo CF            | 3-1 | 1-3    | 1-2       |
| Real Murcia             | 3-2              | Alicante CD               | 1-1 | 2-1    | -         |

## Octavos de final
En esta ronda participaron los equipos clasificados de los dieciseisavos de final, que se emparejaron por sorteo puro. Los partidos de ida se disputaron el 10 de mayo, y los de vuelta el 17 de mayo. Los partidos de desempate se disputaron el 19 de mayo.
| Local ida                 | Resultado global | Local vuelta              | Ida | Vuelta | Desempate |
| ------------------------- | ---------------- | ------------------------- | --- | ------ | --------- |
| Real Murcia               | 5-7              | Real Valladolid           | 3-0 | 1-4    | 1-3       |
| Club Atlético de Aviación | 2-0              | RC Deportivo de La Coruña | 2-0 | 0-0    | -         |
| Valencia CF               | 11-3             | Real Sociedad             | 6-1 | 5-2    | -         |
| Atlético de Bilbao        | 8-2              | Jerez FC                  | 6-0 | 2-2    | -         |
| CD Castellón              | 2-3              | Real Madrid CF            | 1-0 | 1-2    | 0-1       |
| RCD Español               | 4-3              | Real Zaragoza             | 2-0 | 2-3    | -         |
| Real Oviedo CF            | 1-5              | Granada CF                | 1-1 | 0-4    | -         |
| Sevilla CF                | 1-5              | CF Barcelona              | 1-2 | 0-3    | -         |

## Cuartos de final
En esta ronda participaron los equipos clasificados de los octavos de final, que se emparejaron por sorteo puro. Los partidos de ida se disputaron el 24 de mayo, y los de vuelta el 31 de mayo. El partido de desempate entre Real Madrid CF y Atlético de Bilbao se jugó el 4 de junio.
| Local ida       | Resultado global | Local vuelta              | Ida | Vuelta | Desempate |
| --------------- | ---------------- | ------------------------- | --- | ------ | --------- |
| Real Valladolid | 6-5              | Club Atlético de Aviación | 3-3 | 3-2    | -         |
| Granada CF      | 3-6              | Valencia CF               | 3-1 | 0-5    | -         |
| Real Madrid CF  | 4-5              | Atlético de Bilbao        | 2-1 | 1-2    | 1-2       |
| RCD Español     | 4-6              | CF Barcelona              | 2-3 | 2-3    | -         |

## Semifinales
En esta ronda participaron los equipos clasificados de los cuartos de final, que se emparejaron por sorteo puro. Los partidos de ida se disputaron el 7 de junio, y los de vuelta el 14 de junio.
| Local ida          | Resultado global | Local vuelta    | Ida | Vuelta | Desempate |
| ------------------ | ---------------- | --------------- | --- | ------ | --------- |
| Atlético de Bilbao | 6-4              | Real Valladolid | 6-1 | 0-3    | -         |
| Valencia CF        | 3-5              | CF Barcelona    | 1-2 | 2-3    | -         |

## Final
| PO | Miró      |                  |
| DF | Zabala    |                  |
| DF | Benito    |                  |
| MC | Raich     |                  |
| MC | Rosalench |                  |
| MC | Llácer    |                  |
| ED | Sospedra  |                  |
| ID | Escolá    |                  |
| DE | Martín    |                  |
| II | Balmaña   |                  |
| EI | Bravo     |                  |
| DT | DT        | Juan José Nogués |

| PO | Echevarría   |              |
| DF | Arqueta      |              |
| DF | Mieza        |              |
| MC | Bertol       |              |
| MC | "Tolo" Ortiz |              |
| MC | Urra         |              |
| ED | Iriondo      |              |
| ID | Panizo       |              |
| DE | Zarra        |              |
| II | Gárate       |              |
| EI | Elices       |              |
| DT | DT           | Juan Urquizu |

|  | 20'  | Escolá | 1-0 |
|  | 51'  | Martín | 2-1 |
|  | 59'  | Escolá | 3-1 |
|  | 101' | Martín | 4-3 |

|  | 29' | Elices | 1-1 |
|  | 79' | Elices | 3-2 |
|  | 81' | Zarra  | 3-3 |

| Árbitro: | Ocaña |

| PO | Miró      |                  |
| DF | Zabala    |                  |
| DF | Benito    |                  |
| MC | Raich     |                  |
| MC | Rosalench |                  |
| MC | Llácer    |                  |
| ED | Sospedra  |                  |
| ID | Escolá    |                  |
| DE | Martín    |                  |
| II | Balmaña   |                  |
| EI | Bravo     |                  |
| DT | DT        | Juan José Nogués |

| PO | Echevarría   |              |
| DF | Arqueta      |              |
| DF | Mieza        |              |
| MC | Bertol       |              |
| MC | "Tolo" Ortiz |              |
| MC | Urra         |              |
| ED | Iriondo      |              |
| ID | Panizo       |              |
| DE | Zarra        |              |
| II | Gárate       |              |
| EI | Elices       |              |
| DT | DT           | Juan Urquizu |

|  | 20'  | Escolá | 1-0 |
|  | 51'  | Martín | 2-1 |
|  | 59'  | Escolá | 3-1 |
|  | 101' | Martín | 4-3 |

|  | 29' | Elices | 1-1 |
|  | 79' | Elices | 3-2 |
|  | 81' | Zarra  | 3-3 |

| Árbitro: | Ocaña |

|                   |
| Campeón BARCELONA |
| 9º título         |